# Rodion Azarkhin
Rodion Michajlovič Azarkhin (rusky Родио́н Миха́йлович Аза́рхин) (22. března 1931 – 26. března 2007) byl ruský kontrabasista.

## Život
Narodil se ruským rodičům v Charkově a hru na kontrabas studoval na petrohradské konzervatoři. Později se zdokonaloval na Moskevské konzervatoři pod vedením Sviatoslava Knushevitskyho. Později působil v mnoha uskupeních, včetně Petrohradského filharmonického orchestru, İzmirského státního symfonického orchostru a Ruského státního symfonického orchestru. Pod vedením tureckého dirigenta Endera Sakpinara rovněž působil jako sólista.
Během své kariéry hrál díla mnoha skladatelů, mezi které patří například Antonín Dvořák, Niccolò Paganini, Johannes Brahms, Ludwig van Beethoven, Petr Iljič Čajkovskij, Robert Schumann a Johann Sebastian Bach. Ve svém repertoáru měl rovněž vlastní přepisy cizích skladeb, ale také, byť ne příliš často, své vlastní skladby pro kontrabas. Ve svém repertoáru měl přes 200 děl. V roce 1989 spolupracoval s velšským hudebníkem a skladatelem Johnem Calem na písni „The Year of the Patriot“ vzniklé v době nahrávání alba Words for the Dying. Píseň však nebyla vydána. Azarkhin však vystupoval v dokumentárním filmu Words for the Dying.
Zemřel v roce 2007 v Moskvě několik dní po svých 76. narozeninách.